# Кмит, Галина Васильевна
Галина Васильевна Кмит (16 декабря 1921, Одесса — 20 апреля 2019, Москва) — советский и российский фотограф, фотохудожник, фотокорреспондент. Заслуженный деятель искусств Российской Федерации.

## Биография
Много лет работала в советском агентстве АПН. По оценке директора Объединённой дирекции фотоинформации МИА «Россия сегодня» Александр Штоля,
«была легендарной личностью, перед которой открывались все двери», «главным человеком по культуре — занималась различными режиссерами, актерами».
Была членом Союза кинематографистов и журналистов России, академиком — членом Российско-итальянской научно-исследовательской академии Феррони, членом-корреспондентом Национальной академии кинематографических искусств и наук.
Похоронена на Троекуровском кладбище города Москвы, участок №17, родственное захоронение с сыном и прахом её матери.

## Семья
Отец — Василий Георгиевич Радыш (1889—1958), советский киносценарист, писатель и режиссёр. Похоронен в Москве на Преображенском кладбище.
Муж — Леонид (Алексей) Александрович Кмит (1908—1982), советский актёр театра и кино, народный артист РСФСР.
- Дочь — Ирина Кмит (род. 1948) — сценарист, актриса, прозаик, журналист.
  - Внучка — Анастасия Дубровская (род. 1986), актриса Малого театра[7].
- Падчерица — Инна Алексеевна Кмит (1932—1996) советская и российская актриса, дочь Александры Демьяненко (1916—1952), циркачки и саксофонистки, репрессированной и умершей в тюрьме.

Некоторое время её связывали отношения с актёром театра Вахтангова Николаем Гриценко, от которого у неё сын — Денис Алексеевич Кмит (1959—2019), киноактер. Однако биологический отец Гриценко не признал сына, и Леонид Кмит записал ребёнка на себя.

## Признание
Галина Кмит — Заслуженный деятель искусств Российской Федерации (2003).